# ثيو بن غوريراب
ثيو بن غوريراب، (بالإنجليزية: Theo-Ben Gurirab)(من مواليد 23 يناير 1938) هو سياسي نامبيي شغل منصب رئيس الوزراء الثاني لناميبيا في الفترة من 28 أغسطس 2002 إلى 20 مارس 2005، كان في السابق وزيرًا للخارجية في الفترة من 1990 إلى 2002، وخلال ذلك الوقت كان رئيسًا للجمعية العامة للأمم المتحدة في الفترة من 1999 إلى 2000. وكان رئيسًا للجمعية الوطنية لناميبيا في الفترة من 2005 إلى 2015. تقاعد غوريراب من السياسة النشطة في عام 2015.

## النشأة والتعليم
ولد غوريراب في أوساكوس في منطقة إيرونغو. في عام 1960 حصل على دبلوم التدريس من كلية تدريب أوغسطينوم في Okahandja ، وفي عام 1964 بينما كان في المنفى في الولايات المتحدة تخرج بدرجة في العلوم السياسية من جامعة تمبل في ولاية بنسلفانيا.